# Зерноїд малий
Зерноїд малий (Sporophila minuta) — вид горобцеподібних птахів родини саякових (Thraupidae). Мешкає в Мексиці, Центральній і Південній Америці.

## Опис

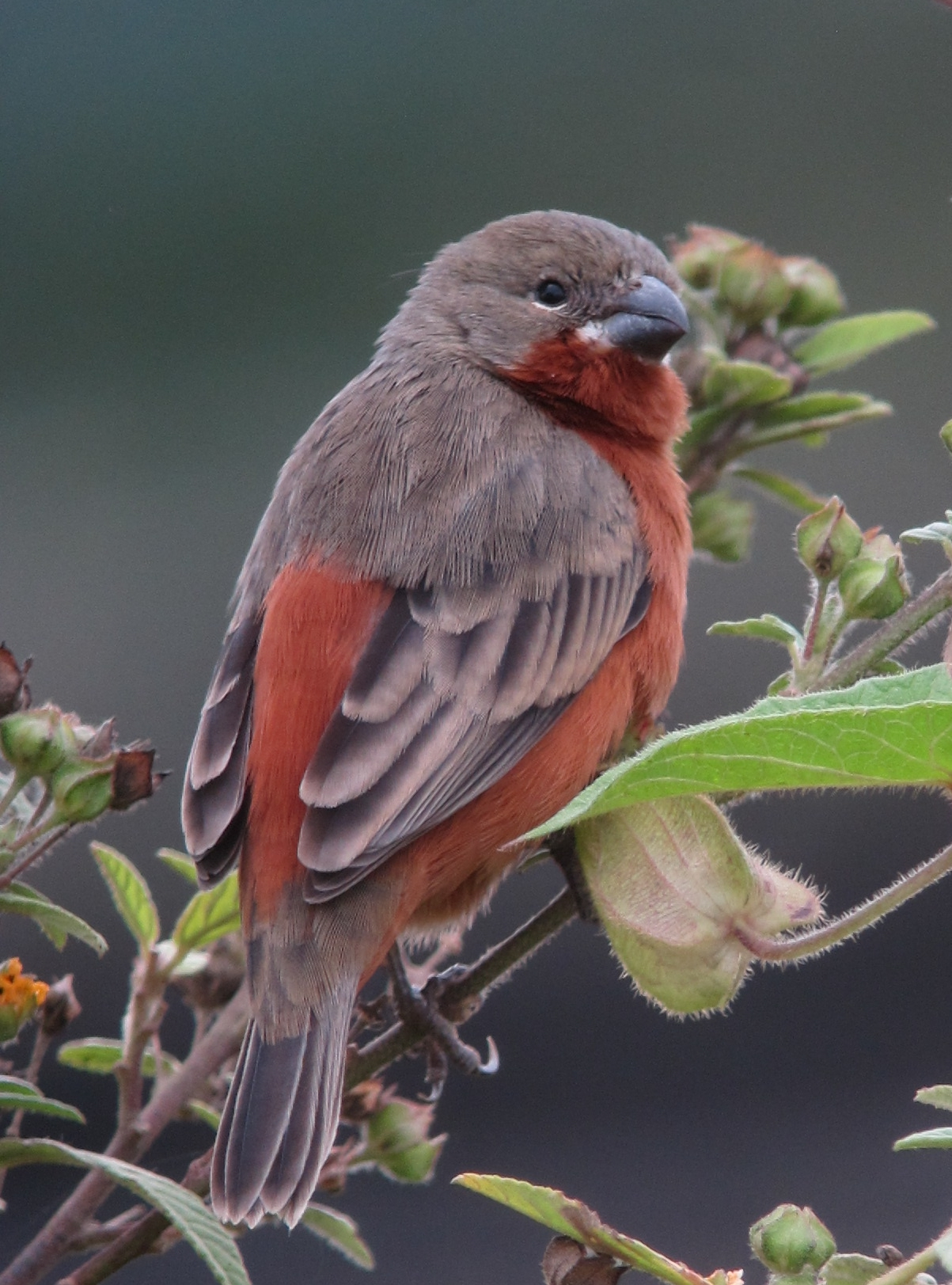
Самець малого зерноїда

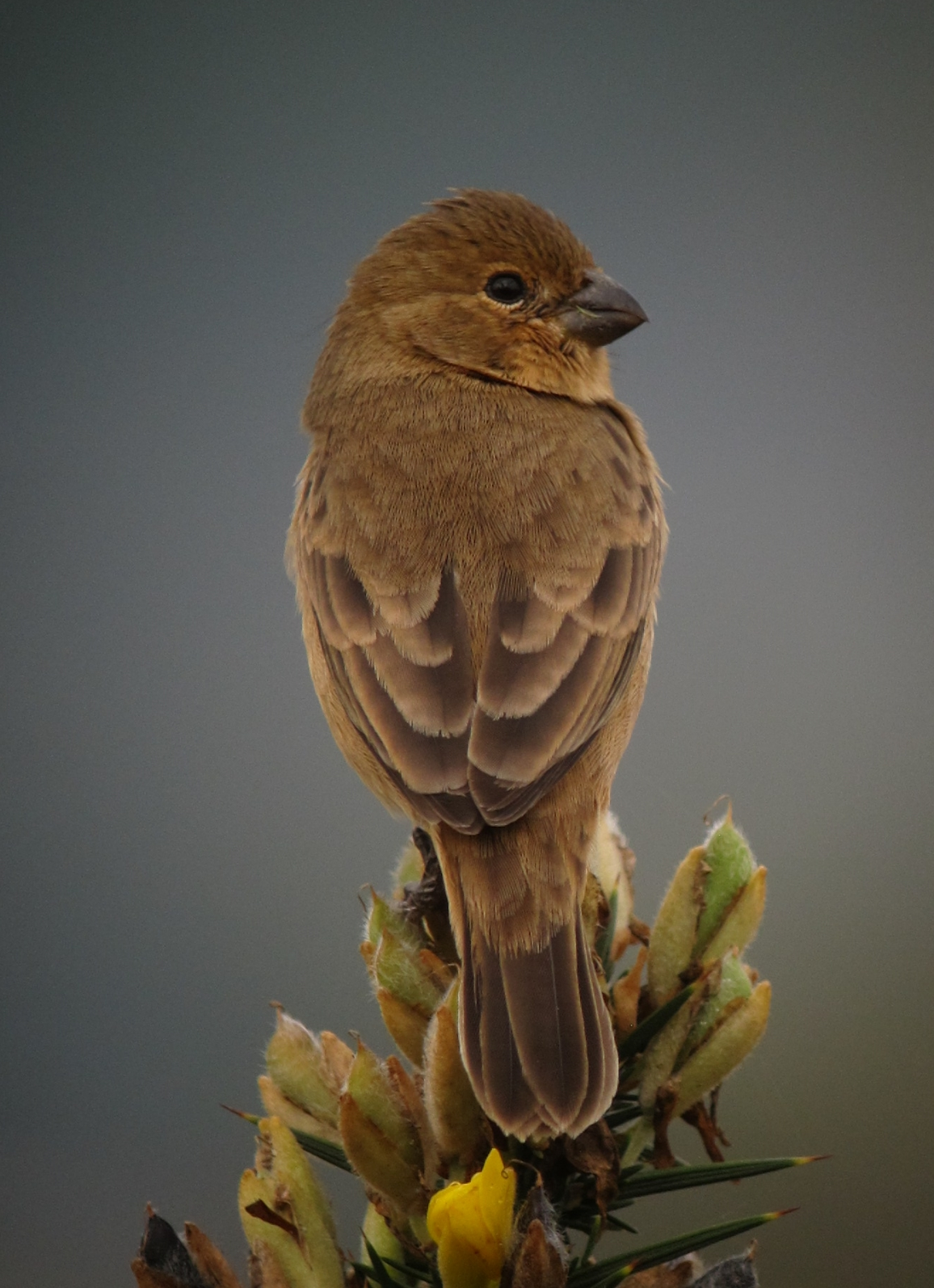
Самиця малого зерноїда

Довжина птаха становить 8,6-9,6 см, вага 7-9 г. Виду притаманний статевий диморфізм. У самців голова і верхня частина тіла тьмяно-сірі, нижня частина тіла бордова або оранжево-бура. Очі чорні, повіки білі, біля основи дзьоба білі плямки. Дзьоб чорний, відносно короткий, конічної форми. Самиці мають переважно піщано-коричневе забарвлення, нижня частина тіла у них світліша, жовтувата, крила чорнуваті. Дзьоб оливково-коричневий.

## Підвиди
Виділяють три підвиди:
- S. m. parva (Lawrence, 1883) — західне узбережжя Мексика (на південь від Наяриту і Халіско), тихоокеанське узбережжя Центральної Америки (на південь до Нікарагуа);
- S. m. centralis Bangs & Penard, TE, 1918 — південно-західна Коста-Рика і тихоокеанське узбережжя Панами;
- S. m. minuta (Linnaeus, 1758) — від Колумбії до Венесуели, Гвіани, півночі бразильської Амазонії, на островах Тринідад і Тобаго.

## Поширення і екологія
Малі зерноїди мешкають в Мексиці, Гватемалі, Сальвадорі, Гондурасі, Нікарагуа, Коста-Риці, Панамі, Колумбії, Еквадорі, Венесуелі, Гаяні, Французькій Гвіані, Суринамі, Бразилії та на Тринідаді і Тобаго. Вони живуть в саванах, на луках, зокрема на заплавних, на пасовищах, в парках і садах. Зустрічаються переважно на висоті до 1100 м над рівнем моря. Живляться переважно насінням, а також плодами і комахами. Приєднуються до змішаних зграй птахів. В Центральній Америці гніздування відбувається у червні-серпні, в Колумбії — з квітня по вересень. Гніздо роиться з корінців, трави та інших рослинних волокон, розміщується в чагарниках або на дереві. В кладці 2-3 яйця.